# Magyarfráta
Magyarfráta (románul: Frata) falu Romániában, Kolozs megyében, az azonos nevű község központja.

## Fekvése
Kolozsvártól 45 kilométerre keletre, a Mezőségen, a Berkenyesi-patak völgyében fekszik.

## Nevének eredete
Rogerius mester 1242-ben Frata néven említette. Nevéhez személynévi párhuzamot 1353-ból találunk egy román kenéz neveként, amely a román frate ('fivér') szóból keletkezett.

## Története
Rogerius mester a tatárjárás pusztítását követően messze földön csak Frátán találkozott élő emberekkel. (Bár Rogerius falujának azonosítása a mai Magyarfrátával erősen kérdéses.) A falu a tatárjárás előtt a mai Szent László-keserűkút mellett feküdt, ahová a környékbeli magyarok minden év augusztus 1-jén zarándoklatot szerveznek. A 15–17. században két Fráta, Magyar- és Oláhfráta létezett (1410, Fratha hungaricalis, 1426, Magyarfrata, ill. 1413, Wolahfratha), amelyek a 18. század elején olvadtak össze. Magyarfrátának 1570-től unitárius, 1600-tól református egyháza volt. 1699-ben országos vásár tartására kapott szabadalmat. 1727-ben a Henter családnak állt benne kúriája. Alexandru Bătrâneanu 1848-ban megfenyítette lakosságát, amiért nem képviseltették magukat a balázsfalvi gyűlésen. A magyar vadászok 1849 márciusában 25 lakosát végezték ki. Az 1990 táján itt élő magyar családok közül az Albert, a Busi, a Császár és a Jánosi családok az 1835 és 1889 közötti református anyakönyvekben is szerepelnek. 1945 után kivált belőle Oaș, Bethlentanya, Olariu, Pădurea Iacobeni és Rozor.
1880-ban 1792 lakosából 1421 volt román, 244 magyar és 120 cigány anyanyelvű; 1129 görögkatolikus, 398 ortodox, 142 református, 68 zsidó és 52 római katolikus.
2002-ben az 1730 lakosból 1488 volt román, 135 cigány és 107 magyar nemzetiségű; 1065 ortodox, 385 görögkatolikus, 100 református, 82 adventista és 55 pünkösdi vallású.

## Látnivalók
- Görögkatolikus fatemploma 1827-ben épült.
- Református temploma 1842-ben épült. A harang a régi templomból maradt meg, 1635-ben öntötték.[5]

## Híres emberek
- 1808-tól három évtizeden át itt élt és gazdálkodott Kótsi Patkó János.